# Associazione Sportiva Volley Lube 2021-2022
Questa voce raccoglie le informazioni riguardanti l'Associazione Sportiva Volley Lube nelle competizioni ufficiali della stagione 2021-2022.

## Stagione
Nella stagione 2021-22 l'Associazione Sportiva Volley Lube assume la denominazione sponsorizzata di Cucine Lube Civitanova.
Disputa la Supercoppa italiana, venendo eliminata in semifinale dal Milano.
Partecipa per la ventisettesima volta alla Superlega; chiude la regular season di campionato al secondo posto in classifica, qualificandosi per i play-off scudetto nei quali superando la Sir Safety Perugia in finale si aggiudica il suo settimo scudetto.
Grazie al secondo posto in classifica al termine del girone di andata della regular season di campionato, partecipa alla Coppa Italia dove viene eliminata nei quarti di finale per opera della Powervolley Milano.
A seguito della rinuncia da parte dello ZAKSA, ottiene la Wild card per la partecipazione al campionato mondiale per club, dove arriva in finale sconfitto dal Sada.
Partecipa inoltre alla Champions League: superata la fase a gironi con il primo posto in classifica del girone C, viene eliminata dalla competizione ai quarti di finale dallo Jastrzębski Węgiel.

## Organigramma
Area direttiva
- Presidente: Simona Sileoni
- Presidente onorario: Fabio Giulianelli, Luciano Sileoni
- Vicepresidente: Albino Massaccesi
- Team manager: Matteo Carancini
- Segreteria generale: Sonia Emiliozzi
- Direttore generale: Giuseppe Cormio
- Responsabile logistica: Claudio Leonardi

Area tecnica
- Allenatore: Gianlorenzo Blengini
- Allenatore in seconda: Romano Giannini
- Assistente allenatori: Enrico Massaccesi
- Scout man: Alessandro Zarroli
- Responsabile settore giovanile: Giampiero Freddi

Area comunicazione
- Ufficio stampa: Michele Campagnoli
- Relazioni esterne: Marco Tentella
- Account: Chiara Ubaldi
- Responsabile rapporti sponsor: Mirko Giardetti
- Social media manager: Gaia Cormio
- Webmaster: Mirko Giardetti

Area marketing
- Ufficio marketing: Paolo Prenna

Area sanitaria
- Medico: Mariano Avio, Danilo Compagnucci
- Preparatore atletico: Massimo Merazzi
- Fisioterapista: Marco Frontaloni, Tommaso Pagnanelli
- Nutrizionista: Alessandro Marinelli
- Consulente ortopedico: Massimo Balsano

## Rosa
| N° | Nome              | Ruolo | Data di nascita  | Nazionalità sportiva |
| -- | ----------------- | ----- | ---------------- | -------------------- |
| 1  | Gabriel García    | O     | 8 gennaio 1999   | Porto Rico           |
| 2  | Jiří Kovář        | S     | 10 aprile 1989   | Italia               |
| 3  | Daniele Sottile   | P     | 17 agosto 1979   | Italia               |
| 4  | Andrea Marchisio  | L     | 6 novembre 1990  | Italia               |
| 5  | Osmany Juantorena | S     | 12 agosto 1985   | Italia               |
| 6  | Rok Jerončič      | C     | 10 novembre 2001 | Italia               |
| 7  | Fabio Balaso      | L     | 20 ottobre 1995  | Italia               |
| 8  | Ricardo Lucarelli | S     | 14 febbraio 1992 | Brasile              |
| 9  | Ivan Zaytsev      | O     | 2 ottobre 1988   | Italia               |
| 12 | Enrico Diamantini | C     | 4 aprile 1993    | Italia               |
| 13 | Robertlandy Simón | C     | 11 giugno 1987   | Cuba                 |
| 15 | Luciano De Cecco  | P     | 2 giugno 1988    | Argentina            |
| 17 | Simone Anzani     | C     | 24 febbraio 1992 | Italia               |
| 23 | Marlon Yant       | S     | 23 maggio 2001   | Cuba                 |

## Mercato
| Acquisti | Acquisti          | Acquisti          | Acquisti   |
| R.       | Nome              | da                | Modalità   |
| -------- | ----------------- | ----------------- | ---------- |
| O        | Gabriel García    | Brigham Young     | definitivo |
| C        | Rok Jerončič      | Kamnik            | definitivo |
| S        | Ricardo Lucarelli | Trentino          | definitivo |
| P        | Daniele Sottile   | Top Volley Latina | definitivo |
| O        | Ivan Zaytsev      | Kuzbass           | definitivo |

| Cessioni | Cessioni        | Cessioni           | Cessioni   |
| R.       | Nome            | a                  | Modalità   |
| -------- | --------------- | ------------------ | ---------- |
| P        | Marco Falaschi  | Prisma Taranto     | definitivo |
| O        | Jan Hadrava     | Jastrzębski Węgiel | definitivo |
| C        | Jacopo Larizza  | Olimpia Bergamo    | definitivo |
| S        | Yoandy Leal     | Modena             | definitivo |
| O        | Kamil Rychlicki | Sir Safety Perugia | definitivo |

## Risultati

### SuperLega

#### Girone di andata
| 1ª giornata - 9 ottobre 2021 PalaSanLazzaro, Padova                       | Padova             | 0 - 3 | Lube               | 21-25, 20-25, 19-25               |
| 2ª giornata - 17 ottobre 2021 PalaCivitanova, Civitanova Marche           | Lube               | 2 - 3 | You Energy         | 25-23, 16-25, 25-23, 22-25, 12-15 |
| 3ª giornata - 31 ottobre 2021 PalaTrento, Trento                          | Trentino           | 3 - 1 | Lube               | 25-16, 21-25, 25-11, 26-24        |
| 4ª giornata - 3 novembre 2021 PalaCivitanova, Civitanova Marche           | Lube               | 3 - 0 | Verona             | 25-22, 25-20, 25-20               |
| 5ª giornata - 7 novembre 2021 Mediolanum Forum, Assago                    | Powervolley Milano | 0 - 3 | Lube               | 26-28, 26-28, 23-25               |
| 6ª giornata - 14 novembre 2021 PalaCivitanova, Civitanova Marche          | Lube               | 3 - 1 | Modena             | 22-25, 29-27, 25-19, 30-28        |
| 7ª giornata - 21 novembre 2021 PalaMaiata, Vibo Valentia                  | Callipo            | 0 - 3 | Lube               | 17-25, 19-25, 16-25               |
| 8ª giornata - 24 novembre 2021 PalaCivitanova, Civitanova Marche          | Lube               | 3 - 0 | Porto Robur Costa  | 25-18, 25-19, 25-16               |
| 9ª giornata - 28 novembre 2021 Palazzetto dello Sport, Cisterna di Latina | Top Volley Latina  | 0 - 3 | Lube               | 23-25, 23-25, 15-25               |
| 10ª giornata - 18 novembre 2021 PalaCivitanova, Civitanova Marche         | Lube               | 3 - 0 | Prisma Taranto     | 25-20, 25-21, 25-12               |
| 11ª giornata - 10 novembre 2021 Palazzetto dello sport, Monza             | Milano             | 0 - 3 | Lube               | 21-25, 17-25, 16-25               |
| 13ª giornata - 19 dicembre 2021 PalaCivitanova, Civitanova Marche         | Lube               | 1 - 3 | Sir Safety Perugia | 15-25, 20-25, 30-28, 21-25        |

#### Girone di ritorno
| 14ª giornata - 26 dicembre 2021 PalaCivitanova, Civitanova Marche | Lube               | 3 - 0 | Padova             | 25-20, 25-17, 25-20               |
| 15ª giornata - 19 gennaio 2022 PalaBanca, Piacenza                | You Energy         | 0 - 3 | Lube               | 17-25, 28-30, 21-25               |
| 16ª giornata - 2 febbraio 2022 PalaCivitanova, Civitanova Marche  | Lube               | 3 - 2 | Trentino           | 20-25, 25-20, 17-25, 25-22, 15-13 |
| 17ª giornata - 12 marzo 2022 PalaOlimpia, Verona                  | Verona             | 1 - 3 | Lube               | 14-25, 25-23, 20-25, 18-25        |
| 18ª giornata - 23 marzo 2022 PalaCivitanova, Civitanova Marche    | Lube               | 3 - 0 | Powervolley Milano | 25-22, 25-19, 25-22               |
| 19ª giornata - 5 marzo 2022 PalaPanini, Modena                    | Modena             | 3 - 1 | Lube               | 25-21, 22-25, 25-20, 25-20        |
| 20ª giornata - 5 febbraio 2022 PalaCivitanova, Civitanova Marche  | Lube               | 3 - 0 | Callipo            | 25-17, 25-17, 25-12               |
| 21ª giornata - 13 febbraio 2022 PalaDeAndré, Ravenna              | Porto Robur Costa  | 0 - 3 | Lube               | 18-25, 20-25, 21-25               |
| 22ª giornata - 2 marzo 2022 PalaCivitanova, Civitanova Marche     | Lube               | 3 - 1 | Top Volley Latina  | 17-25, 25-21, 25-18, 25-20        |
| 23ª giornata - 27 febbraio 2022 PalaMazzola, Taranto              | Prisma Taranto     | 0 - 3 | Lube               | 26-28, 19-25, 23-25               |
| 24ª giornata - 23 gennaio 2022 PalaCivitanova, Civitanova Marche  | Lube               | 3 - 0 | Milano             | 25-19, 25-16, 25-17               |
| 26ª giornata - 20 marzo 2022 PalaEvangelisti, Perugia             | Sir Safety Perugia | 3 - 0 | Lube               | 25-21, 25-22, 31-29               |

#### Play-off scudetto
| Quarti di finale (gara 1) - 27 marzo 2022 PalaCivitanova, Civitanova Marche | Lube               | 3 - 0 | Milano             | 27-25, 25-16, 25-17               |
| Quarti di finale (gara 2) - 2 aprile 2022 Palazzetto dello sport, Monza     | Milano             | 1 - 3 | Lube               | 26-28, 25-19, 17-25, 23-25        |
| Semifinali (gara 1) - 14 aprile 2022 PalaCivitanova, Civitanova Marche      | Lube               | 0 - 3 | Trentino           | 26-28, 20-25, 23-25               |
| Semifinali (gara 2) - 18 aprile 2022 PalaTrento, Trento                     | Trentino           | 3 - 0 | Lube               | 25-20, 25-21, 25-23               |
| Semifinali (gara 3) - 21 aprile 2022 PalaCivitanova, Civitanova Marche      | Lube               | 3 - 0 | Trentino           | 25-16, 25-19, 25-17               |
| Semifinali (gara 4) - 24 aprile 2022 PalaTrento, Trento                     | Trentino           | 1 - 3 | Lube               | 19-25, 29-27, 22-25, 22-25        |
| Semifinali (gara 5) - 27 aprile 2022 PalaCivitanova, Civitanova Marche      | Lube               | 3 - 2 | Trentino           | 27-29, 25-21, 21-25, 25-15, 15-11 |
| Finale (gara 1) - 1º maggio 2022 PalaEvangelisti, Perugia                   | Sir Safety Perugia | 2 - 3 | Lube               | 17-25, 28-26, 25-20, 17-25, 13-15 |
| Finale (gara 2) - 4 maggio 2022 PalaCivitanova, Civitanova Marche           | Lube               | 3 - 0 | Sir Safety Perugia | 25-21, 29-27, 25-22               |
| Finale (gara 3) - 8 maggio 2022 PalaEvangelisti, Perugia                    | Sir Safety Perugia | 3 - 1 | Lube               | 24-26, 25-19, 25-18, 26-24        |
| Finale (gara 4) - 11 maggio 2022 PalaCivitanova, Civitanova Marche          | Lube               | 3 - 0 | Sir Safety Perugia | 25-23, 25-16, 25-21               |

### Coppa Italia
| Quarti di finale - 16 gennaio 2022 PalaCivitanova, Civitanova Marche | Lube | 1 - 3 | Powervolley Milano | 22-25, 25-19, 20-25, 27-29 |

### Supercoppa italiana
| Semifinali - 23 ottobre 2021 PalaCivitanova, Civitanova Marche | Lube | 1 - 3 | Milano | 22-25, 16-25, 25-21, 20-25 |

### Campionato mondiale per club

#### Fase a gironi
| 2ª giornata - 8 dicembre 2021 Ginásio Divino Braga, Betim | Lube | 3 - 0 | UPCN   | 25-19, 25-13, 25-21 |
| 3ª giornata - 9 dicembre 2021 Ginásio Divino Braga, Betim | Lube | 3 - 0 | Funvic | 25-22, 25-20, 25-16 |

#### Fase a eliminazione diretta
| Semifinali - 10 dicembre 2021 Ginásio Divino Braga, Betim | Lube | 3 - 2 | Trentino | 25-20, 22-25, 23-25, 25-20, 21-19 |
| Finale - 12 dicembre 2021 Ginásio Divino Braga, Betim     | Lube | 0 - 3 | Sada     | 17-25, 22-25, 23-25               |

### Champions League

#### Fase a gironi
| 1ª giornata - 1º dicembre 2021 PalaCivitanova, Civitanova Marche | Lube                  | 3 - 0 | Lokomotiv Novosibirsk | 25-17, 25-20, 25-15               |
| 2ª giornata - 14 dicembre 2021 Dvorana Tabor, Maribor            | Maribor               | 0 - 3 | Lube                  | 18-25, 16-25, 24-26               |
| 3ª giornata - 12 gennaio 2022 Hala Azoty, Kędzierzyn-Koźle       | ZAKSA                 | 2 - 3 | Lube                  | 17-25, 25-16, 18-25, 25-22, 12-15 |
| 4ª giornata - 26 gennaio 2022 PalaCivitanova, Civitanova Marche  | Lube                  | 3 - 0 | Maribor               | 25-18, 25-15, 25-19               |
| 5ª giornata - 9 febbraio 2022 SKK Sever, Novosibirsk             | Lokomotiv Novosibirsk | 1 - 3 | Lube                  | 25-21, 23-25, 22-25, 20-25        |
| 6ª giornata - 16 febbraio 2022 PalaCivitanova, Civitanova Marche | Lube                  | 2 - 3 | ZAKSA                 | 22-25, 25-21, 24-26, 25-21, 11-15 |

#### Fase a eliminazione diretta
| Quarti di finale (andata) - 8 marzo 2022 PalaCivitanova, Civitanova Marche | Lube               | 0 - 3 | Jastrzębski Węgiel | 22-25, 23-25, 19-25               |
| Quarti di finale (ritorno) - 16 marzo 2022 Hala Sportowa, Jastrzębie-Zdrój | Jastrzębski Węgiel | 3 - 2 | Lube               | 24-26, 23-25, 28-26, 25-19, 15-12 |

## Statistiche

### Statistiche di squadra
| Competizione                 | Punti | In casa | In casa | In casa | In trasferta | In trasferta | In trasferta | Totale | Totale | Totale |
| Competizione                 | Punti | G       | V       | P       | G            | V            | P            | G      | V      | P      |
| ---------------------------- | ----- | ------- | ------- | ------- | ------------ | ------------ | ------------ | ------ | ------ | ------ |
| Superlega                    | 57    | 18      | 15      | 3       | 17           | 12           | 5            | 35     | 27     | 8      |
| Coppa Italia                 | -     | 1       | 0       | 1       | 0            | 0            | 0            | 1      | 0      | 1      |
| Supercoppa italiana          | -     | 1       | 0       | 1       | 0            | 0            | 0            | 1      | 0      | 1      |
| Campionato mondiale per club | 6     | -       | -       | -       | -            | -            | -            | 4      | 3      | 1      |
| Champions League             | 15    | 4       | 2       | 2       | 4            | 3            | 1            | 8      | 5      | 3      |
| Totale                       | -     | 24      | 17      | 7       | 21           | 15           | 6            | 49     | 35     | 14     |

G = partite giocate; V = partite vinte; P = partite perse 

### Statistiche dei giocatori
| Giocatore     | Superlega | Superlega | Superlega | Superlega | Superlega | Coppa Italia | Coppa Italia | Coppa Italia | Coppa Italia | Coppa Italia | Supercoppa italiana | Supercoppa italiana | Supercoppa italiana | Supercoppa italiana | Supercoppa italiana | Campionato mondiale per club | Campionato mondiale per club | Campionato mondiale per club | Campionato mondiale per club | Campionato mondiale per club | Champions League | Champions League | Champions League | Champions League | Champions League | Totale | Totale | Totale | Totale | Totale |
| Giocatore     | P         | PT        | AV        | MV        | BV        | P            | PT           | AV           | MV           | BV           | P                   | PT                  | AV                  | MV                  | BV                  | P                            | PT                           | AV                           | MV                           | BV                           | P                | PT               | AV               | MV               | BV               | P      | PT     | AV     | MV     | BV     |
| ------------- | --------- | --------- | --------- | --------- | --------- | ------------ | ------------ | ------------ | ------------ | ------------ | ------------------- | ------------------- | ------------------- | ------------------- | ------------------- | ---------------------------- | ---------------------------- | ---------------------------- | ---------------------------- | ---------------------------- | ---------------- | ---------------- | ---------------- | ---------------- | ---------------- | ------ | ------ | ------ | ------ | ------ |
| S. Anzani     | 34        | 207       | 157       | 44        | 6         | -            | -            | -            | -            | -            | 1                   | 7                   | 5                   | 2                   | 0                   | 4                            | 20                           | 18                           | 1                            | 1                            | 8                | 49               | 35               | 13               | 1                | 47     | 283    | 215    | 60     | 8      |
| F. Balaso     | 35        | 0         | 0         | 0         | 0         | 1            | 0            | 0            | 0            | 0            | 1                   | 0                   | 0                   | 0                   | 0                   | 4                            | 0                            | 0                            | 0                            | 0                            | 8                | 0                | 0                | 0                | 0                | 49     | 0      | 0      | 0      | 0      |
| L. De Cecco   | 35        | 58        | 21        | 18        | 19        | 1            | 0            | 0            | 0            | 0            | 1                   | 2                   | 0                   | 1                   | 1                   | 4                            | 12                           | 3                            | 3                            | 6                            | 8                | 15               | 5                | 6                | 4                | 49     | 87     | 29     | 28     | 30     |
| E. Diamantini | 28        | 31        | 21        | 10        | 0         | 1            | 10           | 7            | 3            | 0            | 0                   | 0                   | 0                   | 0                   | 0                   | 3                            | 8                            | 7                            | 1                            | 0                            | 4                | 12               | 8                | 3                | 1                | 36     | 61     | 43     | 17     | 1      |
| G. García     | 30        | 201       | 161       | 10        | 30        | 1            | 0            | 0            | 0            | 0            | 1                   | 11                  | 10                  | 0                   | 1                   | 4                            | 40                           | 36                           | 1                            | 3                            | 8                | 85               | 72               | 6                | 7                | 44     | 337    | 279    | 17     | 41     |
| R. Jerončič   | 2         | 0         | 0         | 0         | 0         | -            | -            | -            | -            | -            | 0                   | 0                   | 0                   | 0                   | 0                   | 0                            | 0                            | 0                            | 0                            | 0                            | 1                | 1                | 0                | 1                | 0                | 3      | 1      | 0      | 1      | 0      |
| O. Juantorena | 11        | 87        | 73        | 7         | 7         | -            | -            | -            | -            | -            | 1                   | 10                  | 10                  | 0                   | 0                   | 0                            | 0                            | 0                            | 0                            | 0                            | 1                | 6                | 6                | 0                | 0                | 13     | 103    | 89     | 7      | 7      |
| J. Kovář      | 22        | 65        | 53        | 11        | 1         | -            | -            | -            | -            | -            | 1                   | 2                   | 2                   | 0                   | 0                   | 2                            | 1                            | 0                            | 0                            | 1                            | 3                | 1                | 0                | 1                | 0                | 28     | 69     | 55     | 12     | 2      |
| A. Marchisio  | 19        | 0         | 0         | 0         | 0         | 1            | 0            | 0            | 0            | 0            | 1                   | 0                   | 0                   | 0                   | 0                   | 4                            | 0                            | 0                            | 0                            | 0                            | 7                | 0                | 0                | 0                | 0                | 32     | 0      | 0      | 0      | 0      |
| G. Penna      | 1         | 0         | 0         | 0         | 0         | 0            | 0            | 0            | 0            | 0            | 0                   | 0                   | 0                   | 0                   | 0                   | -                            | -                            | -                            | -                            | -                            | 1                | 1                | 1                | 0                | 0                | 2      | 1      | 1      | 0      | 0      |
| R. Lucarelli  | 34        | 412       | 325       | 39        | 48        | 1            | 12           | 12           | 0            | 0            | 1                   | 15                  | 13                  | 0                   | 2                   | 4                            | 41                           | 33                           | 3                            | 5                            | 8                | 86               | 62               | 11               | 13               | 48     | 566    | 445    | 53     | 68     |
| R. Simon      | 34        | 416       | 287       | 79        | 50        | 1            | 12           | 9            | 1            | 2            | 1                   | 13                  | 9                   | 4                   | 0                   | 4                            | 41                           | 32                           | 7                            | 2                            | 7                | 114              | 65               | 30               | 19               | 47     | 596    | 402    | 121    | 73     |
| D. Sottile    | 14        | 2         | 0         | 2         | 0         | 1            | 0            | 0            | 0            | 0            | 1                   | 1                   | 0                   | 0                   | 1                   | 2                            | 0                            | 0                            | 0                            | 0                            | 3                | 0                | 0                | 0                | 0                | 21     | 3      | 0      | 2      | 1      |
| M. Yant       | 30        | 305       | 255       | 23        | 27        | 1            | 11           | 10           | 1            | 0            | 0                   | 0                   | 0                   | 0                   | 0                   | 4                            | 68                           | 57                           | 5                            | 6                            | 8                | 92               | 74               | 10               | 8                | 43     | 476    | 396    | 39     | 41     |
| I. Zaytsev    | 24        | 324       | 280       | 7         | 37        | 1            | 23           | 21           | 2            | 0            | -                   | -                   | -                   | -                   | -                   | 3                            | 14                           | 13                           | 0                            | 1                            | 6                | 33               | 29               | 2                | 2                | 34     | 394    | 343    | 11     | 40     |

P = presenze; PT = punti totali; AV = attacchi vincenti; MV = muri vincenti; BV = battute vincenti